# Ignacio Zaragoza, Cintalapa
Ignacio Zaragoza är en ort i Mexiko.   Den ligger i kommunen Cintalapa och delstaten Chiapas, i den sydöstra delen av landet, 600 km öster om huvudstaden Mexico City. Ignacio Zaragoza ligger 799 meter över havet och antalet invånare är 163.
Terrängen runt Ignacio Zaragoza är lite bergig. Runt Ignacio Zaragoza är det ganska glesbefolkat, med 26 invånare per kvadratkilometer. Närmaste större samhälle är La Esperanza, 10,6 km norr om Ignacio Zaragoza. I omgivningarna runt Ignacio Zaragoza växer i huvudsak städsegrön lövskog.